# Agnesiella
Agnesiella (лат.) — род прыгающих насекомых-цикадок из отряда Полужесткокрылые.

## Распространение
Палеарктика и Юго-Восточная Азия.

## Описание
Мелкие цикадки со стройным телом и прыгательными задними ногами. Тело с основным цветом от слоновой кости до коричневатого. Область соединения темени и лица обычно с 2 беловатыми пятнами у медиального края глаз; темя обычно с парой округлых чёрных пятен также у медиального края глаз. Переднеспинка обычно с овальным тёмным пятном в продольном направлении близ центра переднего края и 1 или 2 парами тёмных пятен по бокам. Переднее крыло с большей частью пятен от коричневатого до охристого цвета, обычно в базальной половине, пятна на обоих концах брохосомного поля от коричневатого до чёрного; пятна на дистальном конце жилки ScP+RA и MP"+CuA' и 3-я апикальная ячейка обычно коричневатые. Лоб (Crown) тупо выступает медиально и уже переднеспинки, его длина составляет 1/2 длины переднеспинки, передний и задний края примерно параллельны. Переднеспинка с дугообразным передним краем и прямым задним краем. Апикальная половина переднего крыла постепенно сужается, жилки RP и MP' сливаются в основании, а 3-я апикальная ячейка субтреугольная. Заднее крыло с жилками R и MP, сливающимися на конце.

## Классификация
Род Agnesiella был впервые описан в 1970 году польским энтомологом Ирэной Двораковской, его включают в трибу Typhlocybini и подсемейство Typhlocybinae, а в его составе выделяют более сорока видов цикадок:
- Agnesiella aino Matsumura, 1932typus
- Agnesiella aldera Thapa, 1984[4]
- Agnesiella alni Sharma & Malhotra, 1981[5]
- Agnesiella angami Sharma, 1979
- Agnesiella apiculata Huang et Zhang, 2022[1]
- Agnesiella azra Dworakowska, 1994[6]
- Agnesiella bupa Dworakowska, 1994[6]
- Agnesiella buysi Dworakowska, 1982
- Agnesiella decorata (Ghauri, 1974)[7]
- Agnesiella distincta (Ahmed, 1985)[8]
- Agnesiella ela Dworakowska, 1977[9]
- Agnesiella eleganta Huang et Zhang, 2022[1]
- Agnesiella erosa Yan & Yang, 2016[10]
- Agnesiella exigua Huang et Zhang, 2022
- Agnesiella farida Dworakowska, 1994[6]
- Agnesiella fatima Dworakowska, 1994[6]
- Agnesiella gaura Huang et Zhang, 2022
- Agnesiella giranna (Matsumura, 1932)[11]
- Agnesiella glabra Huang et Zhang, 2022
- Agnesiella irma Dworakowska, 1977[9]
- Agnesiella jammuensis Sharma & Malhotra, 1981[5]
- Agnesiella juglandis Chou & Ma, 1981[12]
- Agnesiella kamala Dworakowska, 1982[13]
- Agnesiella lata Huang et Zhang, 2022
- Agnesiella latusa Yan & Yang, 2016[10]
- Agnesiella lavanya Dworakowska, 1982[13]
- Agnesiella lidia Dworakowska, 1977[9]
- Agnesiella longisagittata Huang et Zhang, 2022
- Agnesiella lyraeformis (Matsumura, 1932)[11]
- Agnesiella magda Dworakowska, 1982[13]
- Agnesiella marginata Dworakowska, 1994[6]
- Agnesiella matsumurai Dworakowska, 1982[13]
- Agnesiella mitrata Huang et Zhang, 2022
- Agnesiella nagalandi Sharma, 1979[14]
- Agnesiella nitobella (Matsumura, 1932)[11]
- Agnesiella olena Dworakowska, 1977[9]
- Agnesiella polita Huang et Zhang, 2022[1]
- Agnesiella protensa Huang et Zhang, 2022
- Agnesiella quinquemaculata (Distant, 1918)[15]
- Agnesiella recurve Huang et Zhang, 2022
- Agnesiella rita Dworakowska, 1982[13]
- Agnesiella roxana Dworakowska, 1982[13]
- Agnesiella savita Dworakowska, 1982[13]
- Agnesiella stipitata Huang et Zhang, 2022
- Agnesiella tridigitata Huang et Zhang, 2022[1]
- Agnesiella xantha Yan & Yang, 2016[10]